# Angy
Angy [ɑ̃ʒi] ist eine französische Gemeinde mit 1129 Einwohnern (Stand 1. Januar 2022) im Département Oise in der Region Hauts-de-France. Sie gehört zum Arrondissement Clermont und zum Gemeindeverband Thelloise.

## Geographie
Die Gemeinde Angy liegt am rechten Ufer des Thérain, etwa auf halbem Wege zwischen den Städten Creil und Beauvais. Das stark bewaldete Thérain-Tal ist auf Höhe Angy bis zu 1000 m breit. Nordöstlich des Thérain erhebt sich das Terrain des Gemeindegebietes terrassenförmig bis auf ein Plateau, das 126 m ü. M. erreicht. Unterbrochen wird das Plateau durch drei Trockentäler, von denen die Täler Fond des Gorguets und Fopnd de Lançon bis zu 50 m tief in die Landschaft einschneiden.
Nachbargemeinden von Angy sind Thury-sous-Clermont im Norden, Ansacq im Nordosten, Bury im Südosten, Mouy sowie Hondainville im Westen und Nordwesten.

## Geschichte
Der Ort entstand rund um die Kirche im 11. Jahrhundert in der Nähe einer Quelle, die der Legende nach Augenkrankheiten heilen sollte. Die Kirche ist ein markantes Beispiel für den Übergang von romanischem zu gotischem Baustil. 
1140 tauchte der Ort erstmals urkundlich als Angio auf. 1186 wurde er Angum, 1207 Angiacum genannt. 1793 gab es noch die Schreibweise Augis.

### Bevölkerungsentwicklung
| Jahr      | 1962 | 1968 | 1975 | 1982 | 1990 | 1999 | 2006 | 2013 | 2021 |
| Einwohner | 799  | 776  | 974  | 1024 | 1153 | 1186 | 1195 | 1193 | 1139 |

Im Jahr 2014 wurde mit 1194 Bewohnern die bisher höchste Einwohnerzahl ermittelt. Die Zahlen basieren auf den Daten von INSEE.

## Sehenswürdigkeiten
- Die katholische Pfarrkirche Saint-Nicolas mit romanischem Haupt- und Seitenschiff stammt aus der Zeit zwischen spätem 11. und erster Hälfte des 12. Jahrhunderts, Querschiff, Turm und Chor aus den 1150er Jahren (Monument historique).[4]

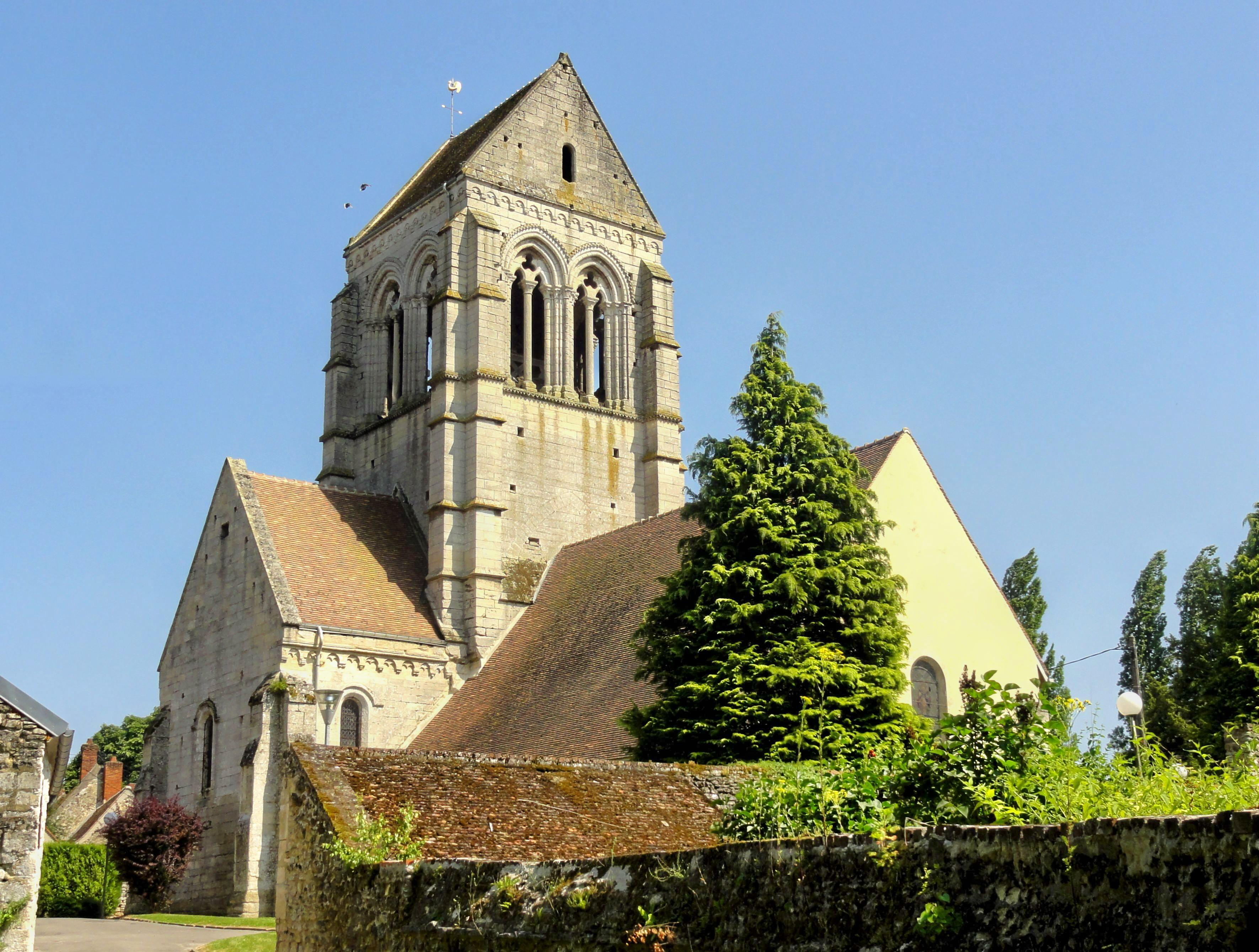
Kirche Saint-Nicolas
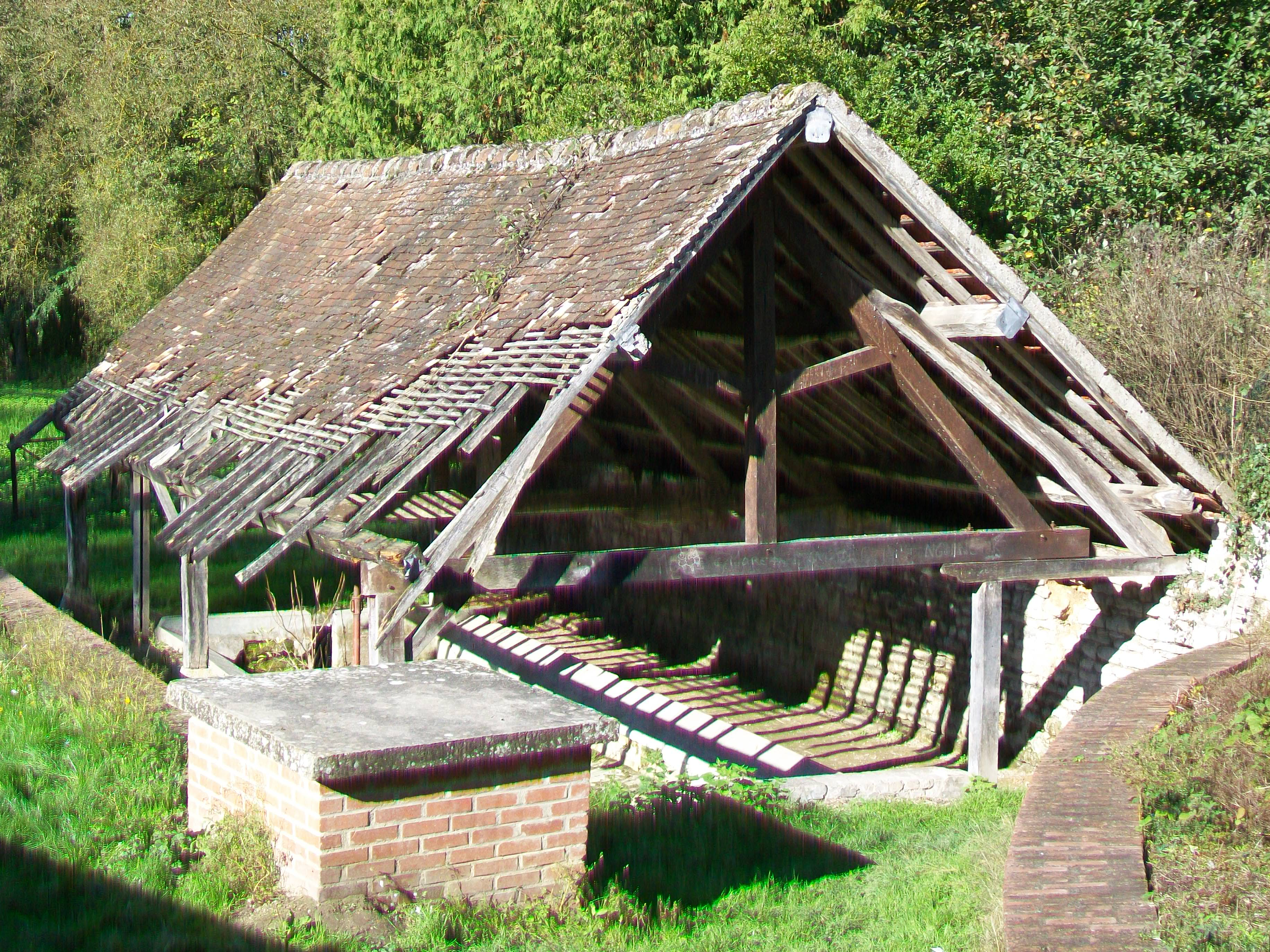
Ehemaliges lavoir
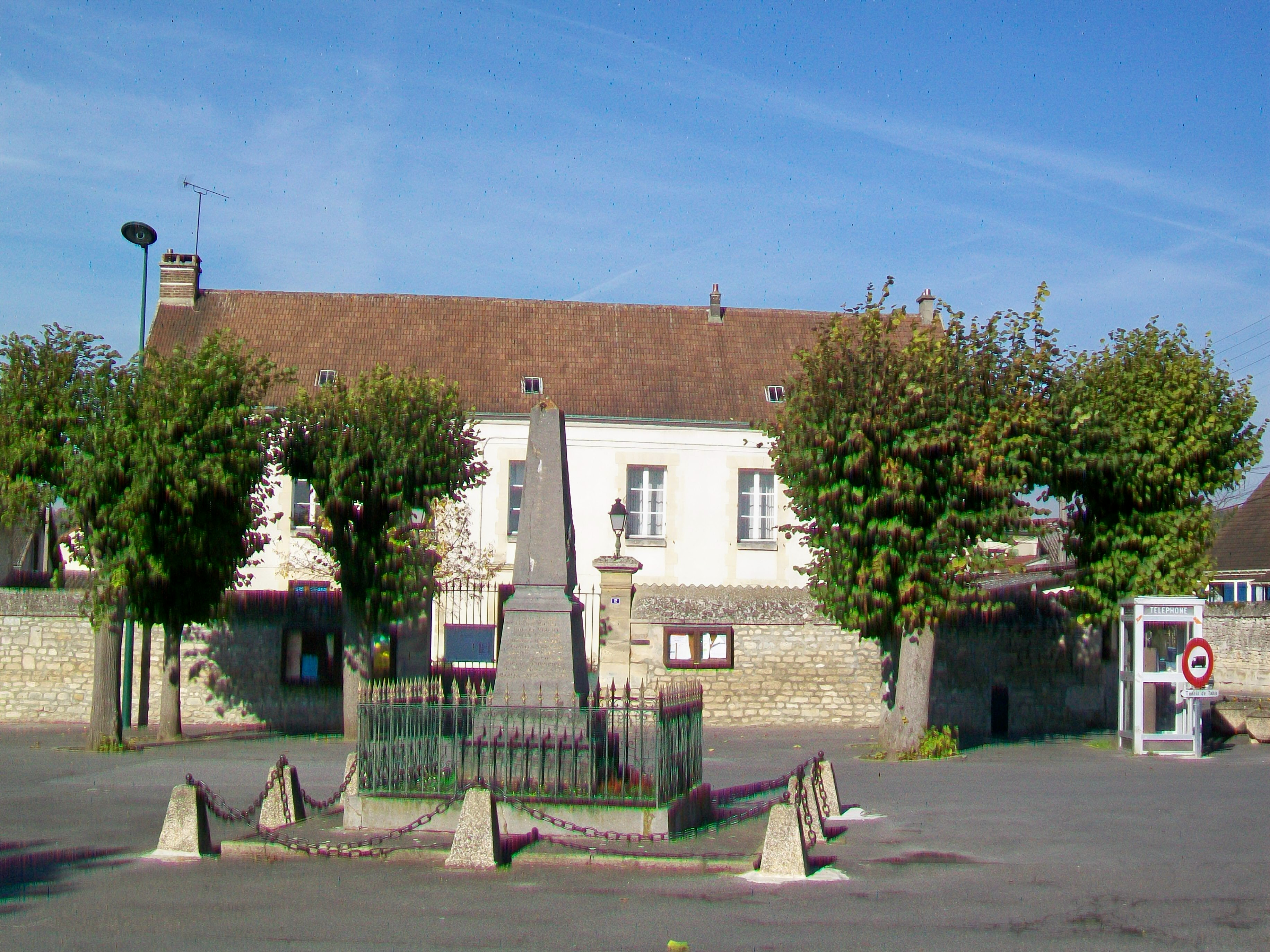
Gefallenendenkmal

## Wirtschaft und Infrastruktur
In der Gemeinde sind fünf Landwirtschaftsbetriebe ansässig (Getreideanbau, Viehzucht).
Angy liegt an der dem Flusstal des Thérain folgenden Fernstraße von Creil nach Beauvais (D 12). Der Bahnhof Mouy-Bury an der Strecke Creil-Beauvais liegt teilweise auf dem Gebiet der Gemeinde Angy.

## Belege
1. ↑  histoire d'Angy (Memento des Originals vom 16. Januar 2014 im Internet Archive)  Info: Der Archivlink wurde automatisch eingesetzt und noch nicht geprüft. Bitte prüfe Original- und Archivlink gemäß Anleitung und entferne dann diesen Hinweis. (französisch)
2. ↑  Ortsname auf cassini.ehess.fr
3. ↑  Angy auf INSEE
4. ↑  Eintrag in der Base Mérimée des Kulturministeriums. Abgerufen am 14. Januar 2014 (französisch).
5. ↑  Landwirtschaftsbetriebe auf annuaire-mairie.fr (französisch)